# 헬로 아이·비·아이
《헬로 아이·비·아이》는 대한민국에서 방영된 텔레비전 프로그램이다. 걸 그룹 아이비아이의 태국 여행기를 그린다.